# René Sommerfeldt
René Sommerfeldt född 2 oktober 1974 i Zittau i dåvarande Östtyskland, är en tysk längdskidåkare som tävlade på internationell nivå från 1994 till 2010. Hans största meriter är silver på femmilen i VM 2001 och seger i den totala världscupen 2003/04. Under den säsongen vann Sommerfeldt även den prestigefyllda 50 km-tävlingen i Holmenkollen. 
Under Tour de Ski 2007/2008 slutade Sommerfeldt tvåa. Efter säsongen 2009/2010 valde han att avsluta sin karriär.